# شربل داغر
شربل داغر ـ (5 مارس 1950)، شاعر وكاتب وروائي وأستاذ في جامعة البلمند في لبنان، وخريج جامعة السوربون الجديدة، ويحمل شهادتَي دكتوراه في الآداب العربية الحديثة وفي فلسفة الفن وتاريخه. له ما يزيد على تسعين كتابًا باللغتين العربية والفرنسية. أمّا في الأدبيات فله العديد من المنشورات منها، «العربية والتمدن في اشتباه العلاقات بين النهضة والمثاقفة والحداثة»، وكتاب «الشعر العربي الحديث: قصيدة النثر» الفائز بجائزة الشيخ زايد للكتاب (الفنون والدراسات النقدية 2019).

## حياته ونشاته
شربل داغر داغر من مواليد وطى حوب (قضاء البترون، شمال لبنان)، في 5 آذار/مارس 1950، متزوج، وله ابنة وحيدة. نزلت عائلته، في نهاية أربعينيات القرن العشرين، من وطى حوب، قرية الأجداد في المرتفعات الجبلية، إلى مدن الساحل (جبيل، تحوم...) وصولاً إلى بيروت في مطالع الخمسينيات، حيث استقرت في «محلة مار مخايل»، ثم في «شارع خليل البدوي»، على ضفة نهر بيروت، فيما كانت تنتقل صيفاً إلى البيت العائلي في القرية. شربل هو الابن العاشر وما قبل الأخير لداغر ضاهر داغر وسعيدة منصور حنا مطر، المتحدرين من القرية عينها. توزعت سنوات الطفولة في بيروت، والفتوة في مدرسة داخلية في جونيه ثم في جبيل، والمراهقة في البرامية (شرق صيدا)، والشباب في بيروت، ثم في باريس، التي أقام فيها 18 عاماً، قبل أن يعود ويستقر من جديد في لبنان. تقاطعت حياته الدراسية، ولا سيما في لبنان، مع عمل نقابي وسياسي: في المرحلة الثانوية، في «ثانوية الزعتري»، حيث ترأس الهيئة التمثيلية للطلبة؛ وفي المرحلة الجامعية، حيث جرى انتخابه ممثلاً عن الطلاب في أكثر من انتخاب، وانتخب عضواً في اللجنة التنفيذية لـ«الاتحاد الوطني لطلاب الجامعة اللبنانية»، ورئيساً لمجلس الطلاب في كليته. كما انضوى في عمل حزبي، في «منظمة العمل الشيوعي في لبنان»، بين العام 1971 والعام 1977، وتوزع نضاله بين الفلاحين في قريته، وبين المثقفين والإعلاميين، فضلاً عن الطلبة في بيروت وغيرها.
تنقل في دراسته ما قبل الجامعية بين بيروت وجونيه وصيدا، قبل أن ينجح في امتحان الدخول إلى «كلية التربية» (شعبة اللغة العربية وآدابها)، في الجامعة اللبنانية، ويدرس فيها بين العام 1970-1971 والعام 1975-1976 (إذ تأخر تخرجه بسبب اندلاع الحرب)؛ ويحصَّل فيها شهادتين: إجازة، وكفاءة في اللغة العربية وآدابها. كما درس، إلى جانبها، طوال سنتين، في كلية الحقوق، في الجامعة عينها. اضطر إلى الرحيل عن لبنان في أيلول/سبتمبر 1976، إثر اندلاع الحرب، والتحق في باريس بجامعة السوربون الجديدة - باريس الثالثة، وحصَّل فيها: دبلوم الدراسات المعمقة (1977)، والدكتوراه (1982)، وكانت بعنوان: «الشكل - المضمون في القصيدة العربية الحديثة»، قبل أن يحصل لاحقاً الدكتوراه الثانية (1996)، وكانت بعنوان: «الجمالية في العربية».
لجهة دراسته، يعترف داغر في إحدى مقابلاته بأن له حياتين دراسيتين: واحدة «خفيفة» في لبنان، وثانية في باريس حيث وقف مرة ثانية في صف الدراسة، «كمن يتعلم حروف الأبجدية من جديد». ولقد درس على أساتذة عديدين، منهم: الشاعر الدكتور خليل حاوي، والدكتور أنطوان غطاس كرم، والدكتور جمال الدين بنشيخ، ويخص أربعة منهم بمكانة خاصة في تكوينه: البروفسور محمد أركون، الشاعر أدونيس، المطران جورج خضر، والدكتور ميشال عاصي، «الذين فتحوا لي أفقاً»، حسب عبارته.

## مسيرته
تقاطعت دراسة داغر مع العمل الصحفي والكتابي، إذ بدأ بنشر مقالاته في مجلة «الحرية» الأسبوعية، وعمل سكرتير تحرير لمجلة «آفاق» (مع المطران غريغوار حداد)، وكان أول مسؤول للقسم الثقافي في جريدة السفير، فضلاً عن نشره القصائد، في: «الملحق» الأدبي في جريدة النهار، ومجلة «مواقف» وغيرها.
وانتظم هذا العمل الصحفي في صورة احترافية ثابتة، بعد انتقاله إلى باريس، في المجلات والجرائد التالية: «المستقبل»، «الوطن العربي»، «كل العرب» و«الحياة»، فضلاً عن كتابته في دوريات فرنسية وإلمانية وغيرها.
كما ربطته، في سنوات الهجرة، علاقات تعاون مع جهات ثقافية مختلفة، منها ما تمثل في «موسم أصيلة الثقافي»، وفي «المنتدى الثقافي العربي-الإفريقي» (الذي شغل منصب أمين سر مجلسه التنفيذي)، وفي «جائزة الشعر الإفريقي» (التي شغل منصب أمينها العام منذ تأسيسها حتى العام 1993)، وفي «الجامعة الأوروبية - العربية» وغيرها.
عاد إلى لبنان في صيف العام 1994، وهو أستاذ متفرغ - حالياً - في جامعة البلمند (لبنان)، كما أسس وترأس عدداً من الدوائر الجامعية (العربية، الترجمة واللغات الحية، الفرنسية، الإعلام وتقنيات الاتصال، العلوم السياسية والإدارية، علم المكتبات)، وهو حائز على درجة الأستاذية. أستاذ محكّم في ترقية أساتذة جامعيين، وفي دوريات محكَّمة عربية وفرنسية.
تعاون بوصفه أستاذاً مع جامعات: تولوز- لو-ميراي وميتز وباريس الخامسة - السوربون الجديدة (فرنسا)، جامعة مالطة (مالطة)، جامعة بولونيا (إيطاليا)، والمعهد العالي للفنون الجميلة في عدة مدن تونسية (تونس وصفاقس وقابس) وغيرها.
أشرف على المؤتمرات العلمية التالية: «الشعراء الشباب: الأسئلة والتحديات» (جامعة المعتمد بن عباد، المغرب، 1987)، «الفن والعلامة» (الجامعة الأوروبية-العربية وجامعة مالطة، مالطة، 1987)، «الفن والمدينة» (الجامعة الأوروبية-العربية وجامعة بولونيا، إيطاليا، 1988)، «الشعر العربي: الحداثة الآن» (جامعة المعتمد بن عباد، المغرب، 1990)، «العربية في لبنان» (جامعة البلمند، لبنان، 1997) و«عصر النهضة: مقدمات ليبرالية للحداثة» (الجامعة الأميركية بيروت، 1998)، «برفقة جرجي زيدان: النهضة في عهدة الحاضر» (جامعة البلمند، لبنان، 15-17 أيار 2014). وغيرها.

## مؤلفاته

### «الشعر العربي الحديث: قصيدة النثر»
تذكر جائزة الشيخ زايد للكتاب (الفنون والدراسات النقدية 2019) حيثيات فوز كتاب «الشعر العربي الحديث: قصيدة النثر» بجائزتها الآتي:
عمل د. شربل داغر في كتابه «الشعر العربي الحديث: قصيدة النثر» من منشورات منتدى المعارف على دراسة قصيدة النثر في تطورها وخصائصها العامة من خلال محمد الماغوط وأنسي الحاج. لغة الكتاب سهلة ودقيقة  تتخللها شواهد في مجمل صفحات الكتاب، معترفاً بأن قصيدة النثر صعبة الدرس لا يتوافر لها منظور تحليلي مناسب وموافق لطبيعتها وأبنيتها.

### الشعر
نشر شربل داغر نصه الأول في مطبوعة عمومية، في صيف العام 1971، في «الملحق» الأدبي (أنسي الحاج) لجريدة «النهار» (لبنان)، وكان قصيدة بعنوان: «وأينعت أزهارنا على القحط»، في ختام سنته الجامعية الأولى؛ ثم قصائد مختلفة في مجلة مواقف (أدونيس) وغيرها. برز صوته الشعري ضمن مجموعة، جمعت بينها الدراسة في «كلية التربية»، في الجامعة اللبنانية، فضلاً عن شواغل مختلفة في التجديد الشعري أو السياسي: بول شاوول، محمد عبد الله، حمزة عبود وشوقي بزيع. كتب «القصيدة بالنثر» (كما يَستحسن تسميتها) منذ تجاربه الاحترافية الأولى، واتجه منذ مجموعته الأولى، «فتات البياض» (1981)، صوب ما أسماه حينها بـ«الكتابة المتعددة»: صوت شعري «مختلف ومجدد» في الشعر العربي الحديث، حسب عبارة الدكتور مصطفى الكيلاني؛ وهو شاعر «خارج الأسراب»، حسب الشاعر بول شاوول، بل يكتب «قصيدة ما بعد حداثية»، حسب الشاعر محمد علي شمس الدين. من مؤلفاته الشعرية:
- «فتات البياض»، المؤسسة العربية للدراسات والنشر، بيروت، 1981،
- «رشم»، دار الورد للنشر، بيروت، 2000،
- «تخت شرقي»، المؤسسة العربية للدراسات والنشر، بيروت-عَمان، 2000،
- «حاطب ليل»، دار النهار للنشر، بيروت، 2001،
- «غيري بصفة كوني»، دار شرقيات للنشر والتوزيع، القاهرة، 2003،
- «إعراباً لشكل»، المؤسسة العربية للدراسات والنشر، بيروت-عَمان، 2004،
- «لا تبحث عن معنى لعله يلقاك»، دار شرقيات للنشر والتوزيع، القاهرة، 2006،
- «تلدني كلماتي»، دار محمد علي الحامي، صفاقس، 2007،
- «ترانزيت»، دار النهضة العربية، بيروت، 2009،
- «وليمة قمر»، الهيئة العامة لقصور الثقافة، القاهرة، 2009،
- «القصيدة لمن يشتهيها»، دار النهضة العربية، بيروت، 2010.
- «لا يصل الكلام، بل يسير» (مختارات)، دار ميم للنشر، الجزائر، 2013.
- «على طرف لساني»، دار العين للنشر، القاهرة، 2014.
- «دمى فاجرة»، دار العين للنشر، القاهرة، 2016.
- «أنا هو آخر، بصحبة ويتمان، وبودلير، ورامبو ونيتشه» (في طبعتَين، ورقية وإلكترونية)، دار مومنت للنشر، لندن، 2018.
- «يا حياة، أتوق إليكِ، فتجيبني : أتوق إليكَ»، دار المتوسط، ميلانو (إيطاليا)، 2019.
- «عِشْها مثل أبدٍ لا ينقضي»، دار المتوسط، ميلانو (إيطاليا)، 2020.
- «أيها الهواء، يا قاتلي»، دار خطوط وظلال للنشر والتوزيع، عَمان، 2021.[20]
- «مَوَجان» (مع رسوم للفنان وليد رشيد القيسي)، سلسلة الإبداع العربي، الهيئة المصرية العامة للكتاب، القاهرة، 2021.[21]
- «أيتها القصيدة، جِدِيني فيك»، منشورات باب الحكمة، تطوان، 2022.
- «عتمات متربصة»، مختارات مترجمة إلى الفرنسية، أعدها وترجمها: د. نعوم أبي راشد، دار لارماتان، باريس، 2006.
- «تلدني كلماتي» (مختارات)، دار محمد علي الحامي، صفاقس (تونس)، 2007.
- «وليمة قمر» (مختارات)، الهيئة العامة لقصور الثقافة، القاهرة، 2009.
- «لا يصل الكلام، بل يسير» (مختارات)، دار ميم للنشر، الجزائر، 2013.
- «جسدي الآخر»، أنطولوجية مترجمة إلى الألمانية، أعدَّها وترجمها الدكتوران: سرجون كرم وسيبستيان هاينه، دار شاكير ميديا، آخن (ألمانيا)، 2016.
- «المجموعات الشعرية، 1981-2016» (مجلدان)، الهيئة المصرية العامة للكتاب، القاهرة، 2019.
- «قيافة الأثر: سيرتي تتفقد قصيدتي»، دار خطوط وظلال للنشر والتوزيع، عَمان، 2020.
- «ظلال في مرآة»، أنطولوجية بالإنكليزية، أعدَّها وترجمَها: باسل سمارة (الولايات المتحدة الأميركية)، دار الحاضرون، 2022. Charbel Dagher : Shadows In a Mirror, Translated by : Basil Samara, Al Haderoun, Ontario, 2022.
- «يغتسل النثر في نهره»، دار خطوط وظلال للنشر والتوزيع، عَمان، 2025.[22]

له منتخبات مترجمة إلى الفرنسية والإنكليزية والألمانية والإيطالية وغيرها؛ وأصدر عنه الدكتور نعوم أبي راشد مختارات بالفرنسية بعنوان: «عتمات متربصة» ((Obscutités aux aguets، (2005)، عن «دار لارماتان» في باريس.

### ترجمة الشعر والشعراء
اعتنى داغر بالشعراء، بين سيرتهم وأشعارهم، فكانت له أكثر من صلة حية مع شعراء من العالم، بين فرنسيين وأفارقة، فضلاً عن ترجماته الشعرية المختلفة. ومن مؤلفاته:
- «العابر الهائل بنعال من ريح» (ترجمة رسائل رامبو إلى العربية)، المؤسسة الجامعية للدراسات والنشر، بيروت، 1985، طبعة ثانية، 2005، دار المعارف للطباعة والنشر، سوسة (تونس)،
- «دم أسود» (مختارات شعرية إفريقية)، دار المحيط، أصيلة (المغرب)، 1989،
- «أنطولوجيا الشعر الزنجي - الإفريقي»، المؤسسة العربية للدراسات والنشر، بيروت-عَمان، 1998،
- «الوصية» لريلكه، منشورات الجمل، كولونيا (ألمانيا)، 2001،
- «شملُ تشابهٍ ضائع» (مختارات من شعر أندريه شديد)، سلسلة «إبداعات عالمية»، المجلس الوطني للثقافة والفنون والآداب، الكويت، 2001،
- «ليوبولد سيدار سنغور: طام-طام زنجي»، سلسلة «إبداعات عالمية»، المجلس الوطني للثقافة والفنون والآداب، الكويت، 2002.

### السرد
انصرف داغر إلى الاهتمام بالرواية، كتابة وتحقيقاً وترجمة ودرساً، ومما صدر له:
- «وصية هابيل»، شركة رياض نجيب الريس للنشر، بيروت، 2008.
- «بدل عن ضائع»، دار الساقي، بيروت، 2014.
- «شهوة الترجمان»، المركز الثقافي العربي، بيروت-الدار البيضاء، 2015.
- «ابنة بونابرت المصرية»، المركز الثقافي العربي، بيروت-الدار البيضاء، 2016.
- «اللوحة المحجوبة»، الأهلية للنشر والتوزيع، عَمان، 2022.
- «في الهواء الطلق: سيرة مختلسة»، دار أزمنة مع منشورات مجاز، عَمان، 2016.
- (تحقيق وتقديم) «وَيْ. إذن لستُ بإفرنجي: الرواية العربية الأولى الرائدة» (1859)، لخليل الخوري، دار الفارابي، بيروت، 2009.
- (تحقيق وتقديم) «دُرُّ الصَّدَف في دُرِّ الصُّدَف» لفرنسيس مراش (1872)، دار الفارابي، بيروت، 2017.
- (ترجمة) «الرجال الذين يحادثونني» لآناندي ديفي، سلسلة «إبداعات عالمية»، المجلس الوطني للثقافة والفنون والآداب، الكويت، 2012.
- (ترجمة) «غطاء دروبادي» لآناندي ديفي، سلسلة «إبداعات عالمية»، المجلس الوطني للثقافة والفنون والآداب، الكويت، 2018.

### الأدب
اعتنى شربل داغر بدرس الأدب العربي، في قديمه وحديثه، ما تركز في درس الشعر، وما تعين في الحقبة العثمانية خصوصاً، وصولاً إلى الأدب الحديث. وهذا ما اجتمع في كتب ودراسات تناولت خصوصاً «عصر النهضة»، فضلاً عن تعليمه الجامعي ومشاركاته في العديد من المؤتمرات والندوات الدراسية هنا وهناك. ومن مؤلفاته:
- «التقاليد الشفوية العربية» (بالفرنسية)، منظمة اليونسكو، باريس، 1985
- «الشعرية العربية الحديثة»، دار توبقال للنشر، الدار البيضاء، 1988، طبعة ثانية، دار مختارات للنشر، عَمان، 2006[24]
- (إشراف) «سنغور: الإفريقي ذو النزعة الإنسانية»، (بالفرنسية)، دار إديفرا، باريس، 1991
- (إشراف) «العربية في لبنان»، منشورات جامعة البلمند، 1999
- (إشراف) «عصر النهضة: مقدمات ليبرالية للحداثة»، المركز الثقافي العربي، بيروت-الدار البيضاء، 2000
- «العربية والتمدن: في اشتباه العلاقات بين النهضة والمثاقفة والحداثة»، دار النهار للنشر، بيروت، مع منشورات جامعة البلمند-لبنان، 2009
- «الشعر العربي الحديث: القصيدة العصرية»، منتدى المعارف، بيروت، 2012
- - «الشعر العربي الحديث: كيان النص»، منتدى المعارف، بيروت، 2014
- «الشعر العربي الحديث: القصيدة المنثورة»، منتدى المعارف، بيروت، 2015
- «الشعر العربي الحديث: قصيدة النثر»، منتدى المعارف، بيروت، 2019 (الفائز بجائزة الشيخ زايد العالمية للكتاب –فرع الفنون والدراسات النقدية)
- «القصيدة والزمن: الخروج من نظام الواحدية التمامية»، دار رؤية للنشر والتوزيع، القاهرة، 2015
- «محمود درويش يتذكر في أوراقي: أكتب لأنني سأعيش»، مؤسسة سلطان العويس، دبي، 2019
- «خارج القصيدة: بين تلفّظ العالم والتعالق مع الغير»، دار خطوط وظلال للنشر والتوزيع، عَمان، 2020[25][26]
- «أثناء القصيدة»، دار مومنت للنشر، (في طبعتَين، ورقية وإلكترونية)، لندن، 2019
- (إشراف) «سنغور: صاحب النزعة الإنسانية» (بالفرنسية)، دار إيديفرا، باريس، 1991
- (إشراف) «العربية في لبنان»، منشورات جامعة البلمند، لبنان، 1999
- (إشراف) «عصر النهضة: مقدمات ليبرالية للحداثة»، المركز الثقافي العربي، بيروت-الدار البيضاء، 2000
- (إشراف) «برفقة جرجي زيدان: النهضة في عهدة الحاضر»، منشورات جامعة البلمند، 2015

### التاريخ
وسع داغر من شواغله الكتابية في السنوات الأخيرة بأن كتب في التاريخ، ولا سيما المحلي والشفوي منه، الخاص بقريته تحديداً. ومن مؤلفاته:
- «تنورين في الحقبة العثمانية: حجر، بشر، عامر وداتر»، دار الفرات للنشر والتوزيع، بيروت، 2006
- «بين السلطان والمقاطعجيين والعوام: الحراك والافق»، دار سائر المشرق، جديدة المتن (لبنان)، 2013
- «شجرة تنورين: بيوت وقرابات»، دار صادر، بيروت، 2015

### الفن
أصدر داغر كتباً ودراسات عديدة في الفن، القديم أو الحديث، العربي أو الإسلامي، فضلاً عن مشاركاته، في التحكيم في بينالات فنية دولية وعربية، أو في الندوات النقدية المصاحبة لها.
له مشاركات في عدد من البينالات الدولية، التي شارك في لجان تحكيمها، كما ترأس بعضها، ومنها: بينالي لييج (بلجيكا)، وبينالي داكار (السنغال)، وبينالي القاهرة، وبينالي الشارقة، ومهرجان الفنون في البحرين وفي مسقط وغيرها. ولداغر إسهامات نقدية في مؤتمرات وندوات دولية أو عربية في مسائل الفن وقضاياه. وهو استشاري في الفن الإسلامي، وفي الفنون التشكيلية الحديثة. من مؤلفاته:
- «الحروفية العربية: فن وهوية»، شركة المطبوعات الشرقية، بيروت، 1991، صدرت في العام 2016 ترجمة إنكليزية لهذا الكتاب، عن دار سكيرا (SKIRA)، ميلانو (إيطاليا).
- «مذاهب الحسن: قراءة معجمية- تاريخية للفنون في العربية»، المركز الثقافي العربي، بيروت-الدار البيضاء، بالتعاون مع «الجمعية الملكية للفنون الجميلة» في الأردن، 1998، طبعة ثانية، وزارة الثقافة، عَمان، 2012
- «الفن الإسلامي في المصادر العربية: صناعة الزينة والجمال»، المركز الثقافي العربي، بيروت-الدار البيضاء، بالتعاون مع «دار الآثار الإسلامية» في الكويت، 1999
- «اللوحة العربية بين سياق وأفق»، المركز العربي للفنون، الشارقة، 2003
- «الفن والشرق: الملكية والمعنى في التداول»، الجزء الأول: «النادر والعريق»، المركز الثقافي العربي، بيروت-الدار البيضاء، 2004
- «الفن والشرق: الملكية والمعنى في التداول»، الجزء الثاني: «الفن الإسلامي»، المركز الثقافي العربي، بيروت-الدار البيضاء، 2004
- «العين واللوحة: المحترفات العربية»، المركز الثقافي العربي، الدار البيضاء-بيروت، 2006
- «الفن العربي الحديث: ظهور اللوحة»، المركز الثقافي العربي، بيروت-الدار البيضاء، 2018
- «بين الفقه والفن: النزاع على الصورة»، المركز الثقافي العربي، بيروت-الدار البيضاء، 2022.[27]
- «شاكر حسن آل سعيد: الفن والواحد» (ترجمه إلى الإنكليزية: د. سمير محمود)، سكيرا، باريس، 2021. Charbel Dagher : Shakir Hassan Al Said : The One And Art, SKIRA, Paris, 2021
- (ترجمة) «ما الجمالية؟» لمارك جيمينيز، المنظمة العربية للترجمة، بيروت، 2009
- مؤلف (مع أربعة مؤلفين أجانب) للفيلم الإلكتروني (Art in the Islamic world)، «فن العالم الإسلامي»، شركة «أوريكس للإنتاج» (فرنسا)، عن أجمل مجموعة منتخبة من الفن الإسلامي، 2001

اختارته المنظمة العربية للتربية والثقافة والعلوم (الألكسو) لكتابة المادة الخاصة بالفن، في الكتاب: «منارات الثقافة العربية»، الخاص بمعرض فرانكفورت الدولي للكتاب في العام 2004، كما تُرجمت دراسات مختلفة له في الفنون القديمة (الشرقية والإسلامية) والحديثة (الغربية والعربية) إلى الإنكليزية (الولايات المتحدة الأميركية) والألمانية والفرنسية وغيرها.

## أعمال فنية عن شعره
لشربل داغر صلات قديمة ومتجددة بعالم الفنانين التشكيليين، سواء أثناء إقامته في فرنسا، أو بعد عودته إلى لبنان. ولقد كان لعيشه في باريس، بين متاحفها وصالات عرضها، إلى جانب دراسته في «السوربون»، ولصلات التعرف والصداقة التي جمعته بفنانين من بيئات ومرجعيات وأساليب مختلفة، ما جعل من الفن قطباً موازياً لانشغاله في الآداب. وهو ما اكتمل دراسياً بانصرافه إلى الدفاع عن دكتوراه ثانية، في الفنون تحديداً. كما اعتنى بشعره أكثر من فنان، في أكثر من معرض وعرض وكتاب:
- جمال عبد الرحيم: «رشم» (كتاب فني- شعري من 12 محفورة، بالعربية والفرنسية والإنكليزية)، البحرين، 2000،
- محمد فتحي أبو النجا: «شغف» (كتاب فني- شعري مصنوع باليد، بمواد مختلفة)، الإسكندرية، 2001،
- وجدان (الأردن)، وإيتيل عدنان، وغادة جمال (لبنان)، وجمال عبد الرحيم (البحرين)، وهناء مال الله (العراق)، ومحمد أبو النجا (مصر) وفيصل السمرة (السعودية): «تواشجات»، المتحف الوطني الأردني للفنون الجميلة، عَمان، 2003،
- سالم اللبان: «عتبات للرحيل... وللوصول أيضاً» (سينوغرافيا شعرية)، المنستير (تونس)، 2006،
- أحمد جاريد: «ما يجمعني بنجمي البعيد» (كتاب من المحفورات الفنية، بالفرنسية والعربية)، الدار البيضاء، 2007،
- «الغبطة بالكلام والمتعة في التصوير»، مع الفنان الأردني محمد العامري (34 عملاً بين لوحة ومحفورة)، عَمان، 2010.
- وليد القيسي: «نميمة إلكترونية» (أعمال خزفية وورقية)، عَمان-بيروت، 2020.

## الجوائز
- جائزة الشيخ زايد للكتاب (الفنون والدراسات النقدية) عام 2019.[29]
- جائزة أبو القاسم الشابي في تونس في دورتها الثلاثين لعام 2024، وذلك عن ديوانه «يغتسل النثر في نهره».[22]

## ينظر أيضًا
- حوار تلفزيوني مع الكاتب اللبناني أ.د شربل داغر الفائز بجائزة الشيخ زايد للفنون والدراسات النقدية 2019
- تكريم شربل داغر في الحركة الثقافية - أنطلياس
- الصفحة الخاصة لشربل داغر
- على موقع مؤسسة جائزة عبد العزيز سعود البابطين للإبداع الشعري
- في موقع جهة الشعر
- Pr Charbel Dagher à Beït Al-Hikma - L'art islamique en exil
- محاضرة بعنوان «الخطاب عن الفن الإسلامي: قراءة نقدية»
- ندوة حول كتاب «الشعر العربي الحديث» في «الحركة الثقافيّة- أنطلياس»، لبنان، 16 آذار-مارس 2012.
- ندوة حول كتاب «تنورين في الحقبة العثمانية» في «الحركة الثقافيّة- أنطلياس»، 29 نوفمبر-تشرين الثاني 2006.